# Grimault
Pour les articles homonymes, voir Grimault (homonymie).
Grimault est une commune française située dans le département de l'Yonne en région Bourgogne-Franche-Comté.

## Géographie
Situation géographique : Grimault se situe entre Noyers-sur-Serein et Avallon.
Dans la vallée du Serein.
Les deux hameaux de la commune sont Cours et Villiers la Grange.
Le Serein passe à Cours.

### Climat
Pour des articles plus généraux, voir Climat de la Bourgogne-Franche-Comté et Climat de l'Yonne.
En 2010, le climat de la commune est de type climat océanique dégradé des plaines du Centre et du Nord, selon une étude du Centre national de la recherche scientifique s'appuyant sur une série de données couvrant la période 1971-2000. En 2020, Météo-France publie une typologie des climats de la France métropolitaine dans laquelle la commune est exposée à un climat océanique altéré et est dans la région climatique  Lorraine, plateau de Langres, Morvan, caractérisée par un hiver rude (1,5 °C), des vents modérés et des brouillards fréquents en automne et hiver. 
Pour la période 1971-2000, la température annuelle moyenne est de 10,6 °C, avec une amplitude thermique annuelle de 15,4 °C. Le cumul annuel moyen de précipitations est de 768 mm, avec 12,1 jours de précipitations en janvier et 8,1 jours en juillet. Pour la période 1991-2020, la température moyenne annuelle observée sur la station météorologique de Météo-France la plus proche, « Noyers_sapc », sur la commune de Noyers à 5 km à vol d'oiseau, est de 11,9 °C et le cumul annuel moyen de précipitations est de 785,9 mm. 
La température maximale relevée sur cette station est de 40,7 °C, atteinte le 24 juillet 2019 ; la température minimale est de −13,4 °C, atteinte le 7 février 2012,,. 
Les paramètres climatiques de la commune ont été estimés pour le milieu du siècle (2041-2070) selon différents scénarios d'émission de gaz à effet de serre à partir des nouvelles projections climatiques de référence DRIAS-2020. Ils sont consultables sur un site dédié publié par Météo-France en novembre 2022.

## Urbanisme

### Typologie
Au 1er janvier 2024, Grimault est catégorisée commune rurale à habitat très dispersé, selon la nouvelle grille communale de densité à sept niveaux définie par l'Insee en 2022.
Elle est située hors unité urbaine et hors attraction des villes,.

### Occupation des sols
L'occupation des sols de la commune, telle qu'elle ressort de la base de données européenne d’occupation biophysique des sols Corine Land Cover (CLC), est marquée par l'importance des territoires agricoles (78,6 % en 2018), une proportion sensiblement équivalente à celle de 1990 (78,5 %). La répartition détaillée en 2018 est la suivante : 
terres arables (73,1 %), forêts (21,4 %), zones agricoles hétérogènes (4,8 %), prairies (0,7 %). L'évolution de l’occupation des sols de la commune et de ses infrastructures peut être observée sur les différentes représentations cartographiques du territoire : la carte de Cassini (XVIIIe siècle), la carte d'état-major (1820-1866) et les cartes ou photos aériennes de l'IGN pour la période actuelle (1950 à aujourd'hui).

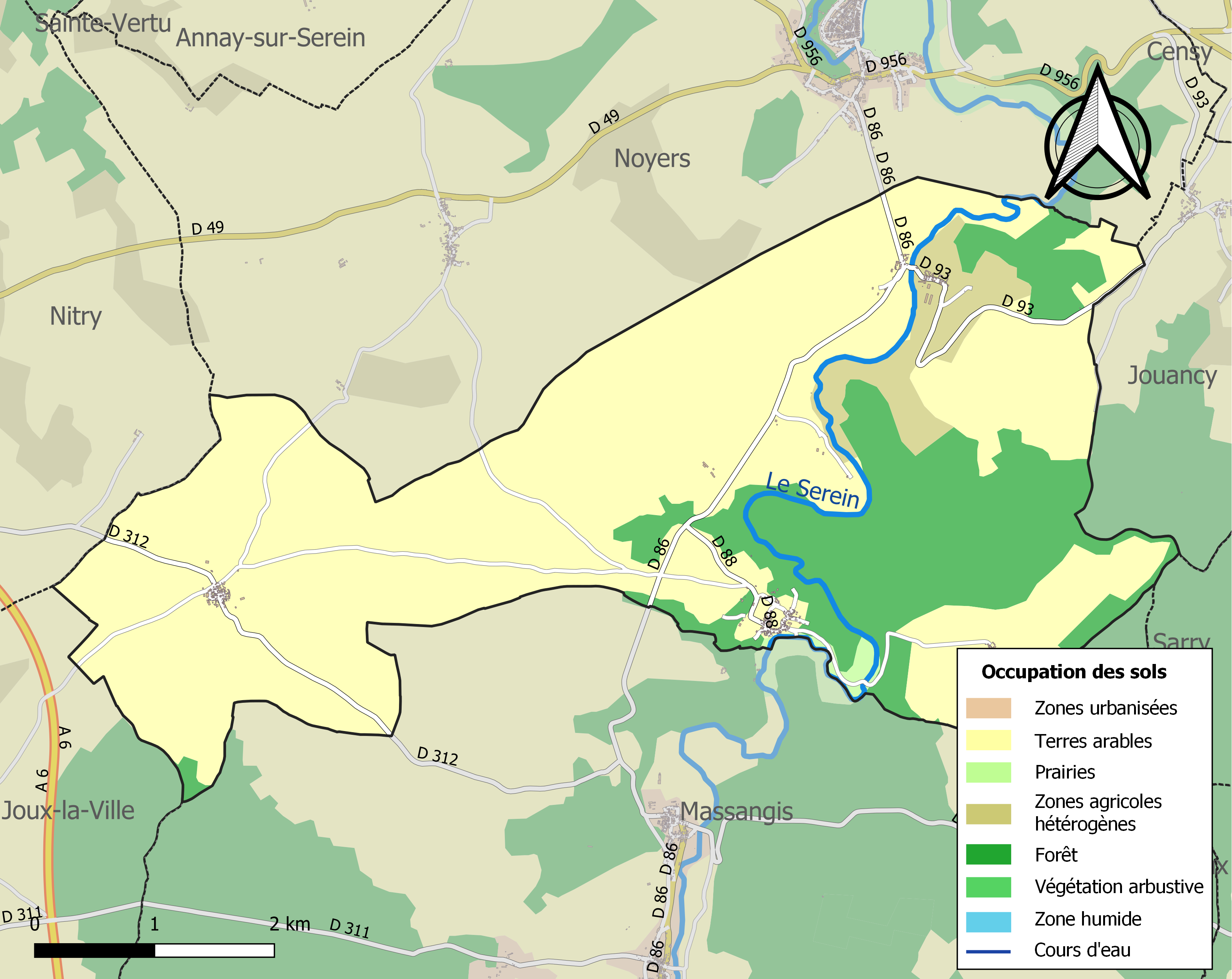
Carte des infrastructures et de l'occupation des sols de la commune en 2018 (CLC).

## Politique et administration
| Période | Période | Identité         | Étiquette | Qualité |
| ------- | ------- | ---------------- | --------- | ------- |
|         |         |                  |           |         |
| ???     |         | Jacques Montenot |           |         |

## Démographie
L'évolution du nombre d'habitants est connue à travers les recensements de la population effectués dans la commune depuis 1793. Pour les communes de moins de 10 000 habitants, une enquête de recensement portant sur toute la population est réalisée tous les cinq ans, les populations de référence des années intermédiaires étant quant à elles estimées par interpolation ou extrapolation. Pour la commune, le premier recensement exhaustif entrant dans le cadre du nouveau dispositif a été réalisé en 2004.

En 2022, la commune comptait 111 habitants, en évolution de −9,02 % par rapport à 2016 (Yonne : −1,95 %, France hors Mayotte : +2,11 %).
| 1793 | 1800 | 1806 | 1821 | 1831 | 1836 | 1841 | 1846 | 1851 |
| ---- | ---- | ---- | ---- | ---- | ---- | ---- | ---- | ---- |
| 134  | 465  | 446  | 458  | 504  | 479  | 435  | 447  | 447  |

| 1856 | 1861 | 1866 | 1872 | 1876 | 1881 | 1886 | 1891 | 1896 |
| ---- | ---- | ---- | ---- | ---- | ---- | ---- | ---- | ---- |
| 426  | 406  | 420  | 378  | 393  | 390  | 434  | 347  | 322  |

| 1901 | 1906 | 1911 | 1921 | 1926 | 1931 | 1936 | 1946 | 1954 |
| ---- | ---- | ---- | ---- | ---- | ---- | ---- | ---- | ---- |
| 291  | 277  | 264  | 203  | 208  | 226  | 210  | 182  | 204  |

| 1962 | 1968 | 1975 | 1982 | 1990 | 1999 | 2004 | 2006 | 2009 |
| ---- | ---- | ---- | ---- | ---- | ---- | ---- | ---- | ---- |
| 172  | 138  | 133  | 133  | 122  | 118  | 127  | 126  | 118  |

| 2014 | 2019 | 2022 | - | - | - | - | - | - |
| ---- | ---- | ---- | - | - | - | - | - | - |
| 125  | 116  | 111  | - | - | - | - | - | - |

## Lieux et monuments

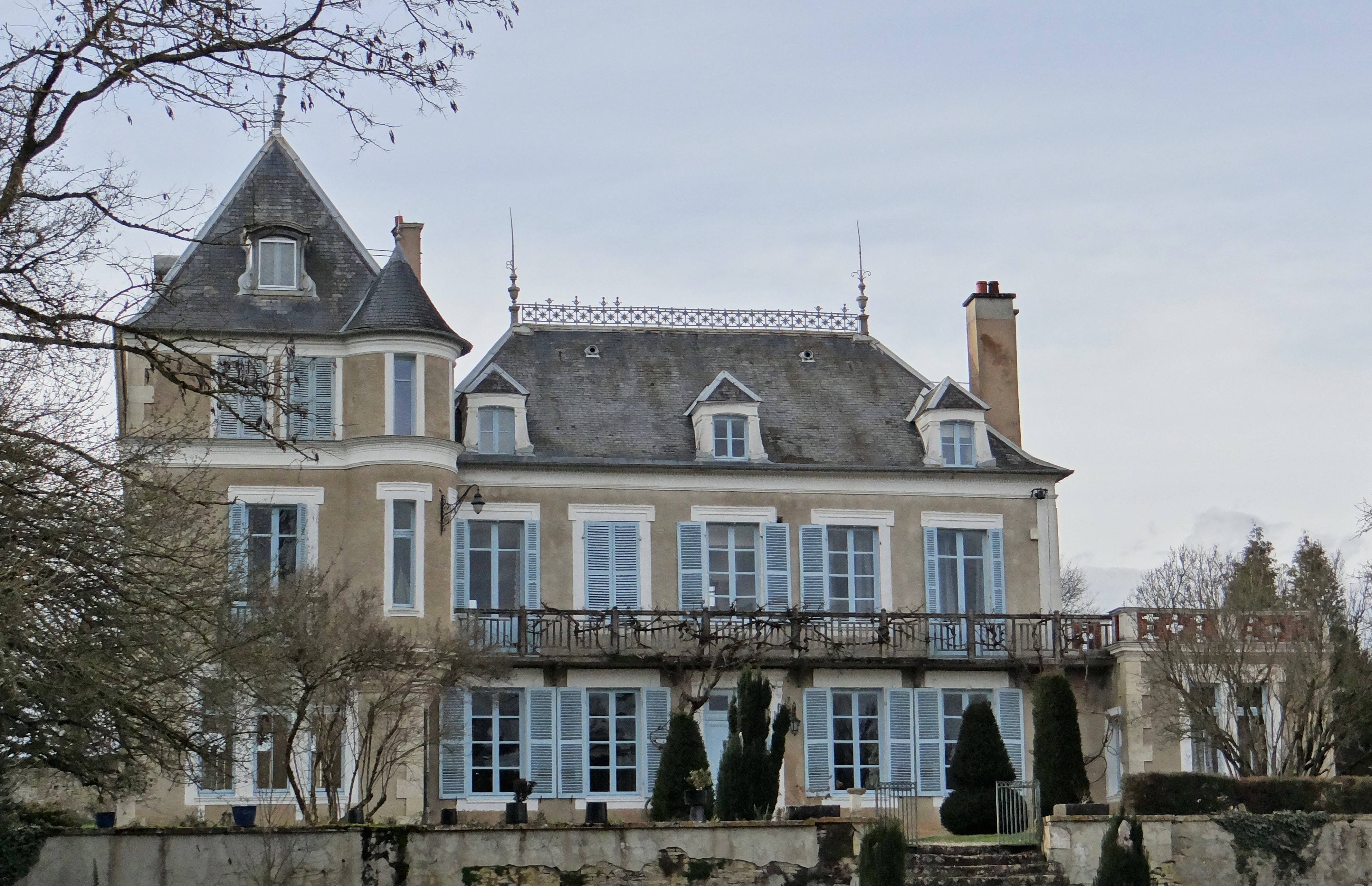
Château d'Archambault.

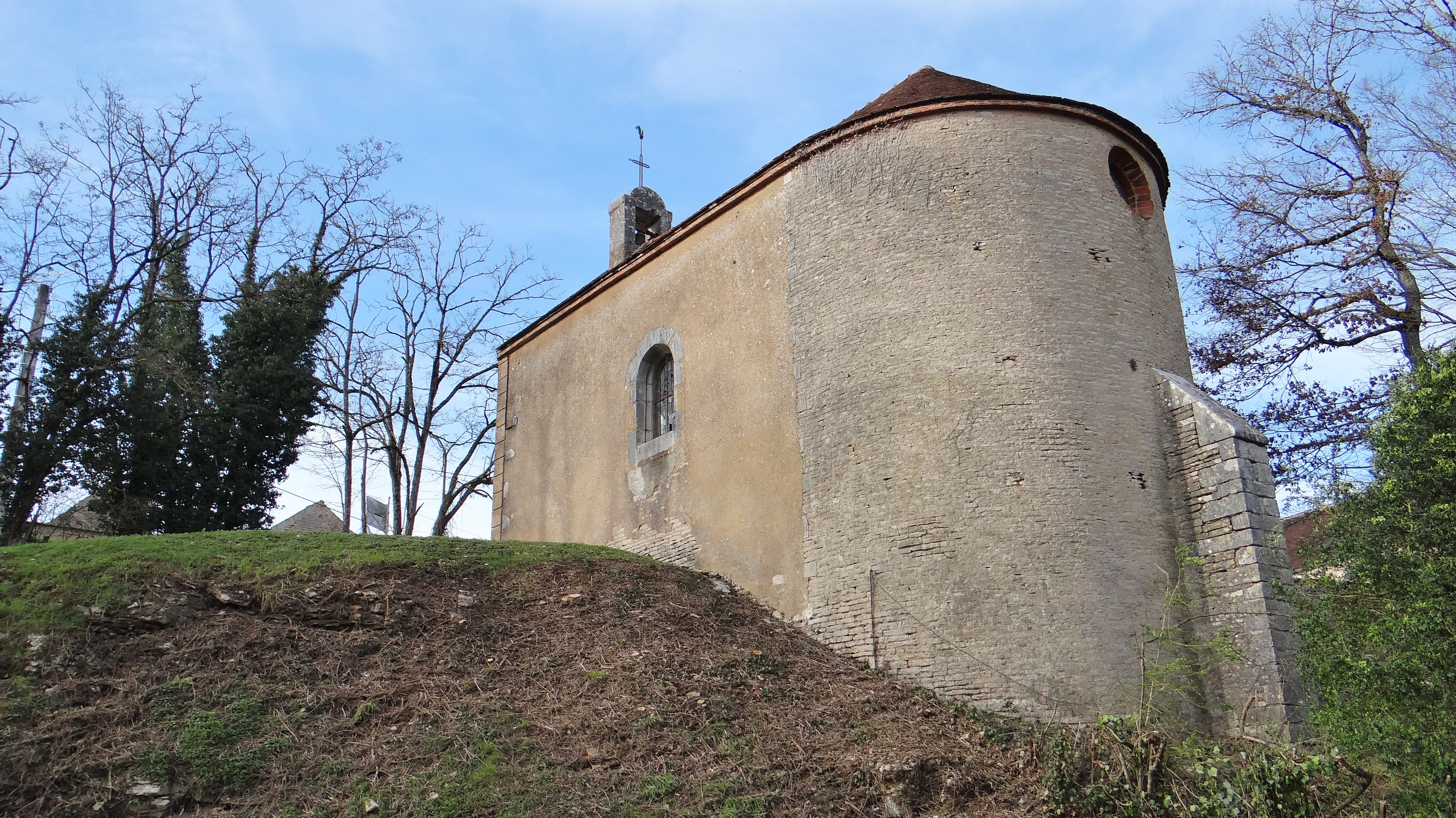
Chapelle de Cours.

- Prieuré de Cours (hameau de Cours): c'est un ancien prieuré fondé par les Prémontrés, vendu comme bien national à la révolution. La chapelle romane inscrite aux Monuments historiques a été restaurée en 1965 par les bénédictines de Sainte Bathilde, nouvelles propriétaires. Elles ont quitté les lieux en 2012. Le prieuré est une propriété privée.
- Présence de grottes à proximité. Ces grottes ont été formées par les crues du Serein, en aval de celles-ci. Ces grottes sont cachées et difficiles d'accès. On peut cependant s'y rendre, mais il est difficile d'y accéder si l'on ne connaît pas la région et son relief.
- Grimault est un village médiéval de charme situé dans la vallée du Serein.
- Château d'Archambault (hameau de Cours) initialement construit vers 1800 comme pavillon de chasse avant d’être agrandi vers le milieu du XIXe siècle[18].

- Chapelle du hameau de Cours datant du XVIIIe siècle.

## Personnalités liées à la commune
- Paul Adolphe Kauffmann dit Peka (1849-1940) est un illustrateur français, décédé à Grimault.

## Pour approfondir